# Alain Bienaimé
Alain Bienaimé est un footballeur français, né le 19 février 1957 à Saint-Saëns (Seine-Maritime) et décédé le 9 janvier 1994 à Neufmoulin (Somme), qui jouait au poste de milieu de terrain du milieu des années 1970 jusqu'au milieu des années 1980.

## Biographie
Formé à l'US Quevilly, il débute en Division 2 à l'âge de 18 ans avec le FC Rouen.
Il joue principalement au SC Abbeville entre 1980 et 1986, mis à part une saison en prêt à l'Amiens SC en 1983-1984.
Il dispute un total de 146 matchs en Division 2, inscrivant un but.
Son principal fait d'armes est de tenir tête au Paris Saint-Germain le 12 mars 1983, lors du 1/16e de finale de Coupe de France, où Abbeville gagne le match retour 1-0 au stade Paul-Delique, après avoir perdu 2-0 à l'aller au Parc des Princes.